# Ruinas del Castillo (Castell de Cabres)
El castillo de Castell de Cabres son unas pocas ruinas que quedan del antiguo castillo de la villa. Está catalogado, de manera genérica, Bien de Interés Cultural con el código: 12.03.037-002.

## Descripción
Los pocos restos que quedan del que fuera el castillo de Castell de Cabres están situados en la parte más alta de la población, en la cima de la conocida como Muela del Castillo. En su día se debió tratar de un castillo de estructura simple, muro sencillo y dotado de una torre Central. Se trataba de una típica fortificación de roca.
Actualmente del castillo apenas queda nada, pudiéndose observar y distinguir algunos restos de lo que debió ser el recinto amurallado de un típico castillo roquero.
Se conservan algunos restos líticos y fragmentos de cerámica prehistórica y medieval, que fueron encontrados en la cima y laderas del Castillo durante el año 1989.